# Givi Onashvili
Givi Onashvili (géorgien : გივი ონაშვილი ou russe : Гиви Онашвили) , né le 27 juillet 1947 en RSS de Géorgie, est un judoka soviétique. Il est médaillé de bronze olympique en 1972 et double champion d'Europe.

## Palmarès international
| Année | Compétition           | Lieu     | Résultat | Catégorie     |
| ----- | --------------------- | -------- | -------- | ------------- |
| 1969  | Championnats d'Europe | Ostende  | 2e       | Plus de 93 kg |
| 1969  | Championnats du monde | Mexique  | 3e       | Plus de 93 kg |
| 1971  | Championnats d'Europe | Göteborg | 3e       | Plus de 93 kg |
| 1972  | Championnats d'Europe | Voorburg | 2e       | Plus de 93 kg |
| 1972  | Jeux olympiques       | Munich   | 3e       | Plus de 93 kg |
| 1974  | Championnats d'Europe | Londres  | 1er      | Plus de 93 kg |
| 1975  | Championnats d'Europe | Lyon     | 1er      | Plus de 93 kg |
| 1976  | Championnats d'Europe | Londres  | 2e       | Plus de 93 kg |